# Payré
Payré is een plaats en voormalige gemeente in het Franse departement Vienne in de regio Nouvelle-Aquitaine en telt 870 inwoners (1999). De plaats maakt deel uit van het arrondissement Montmorillon.

## Geschiedenis
Payré is op 1 januari 2019 gefuseerd met de gemeenten Ceaux-en-Couhé, Châtillon, Couhé en Vaux tot de gemeente Valence-en-Poitou. 

## Geografie
De oppervlakte van Payré bedraagt 25,9 km², de bevolkingsdichtheid is 33,6 inwoners per km².
De onderstaande kaart toont de ligging van Payré met de belangrijkste infrastructuur en aangrenzende gemeenten.

## Demografie
Onderstaande figuur toont het verloop van het inwonertal (bron: INSEE-tellingen).